# Franz Gruber (Politiker, 1956)
Franz Gruber (* 18. Juli 1956 in Klein Sankt Paul, Kärnten) ist ein österreichischer Politiker (ÖVP).

## Leben
Franz Gruber genoss eine Ausbildung zum Landwirt. Nachdem er die Pflichtschulen absolviert hatte, besuchte er von 1972 bis 1974 eine landwirtschaftliche Fachschule. Danach absolvierte er die Höhere Bundeslehranstalt für alpenländische Landwirtschaft im steirischen Irdning; 1982 erhielt er die Berufsbezeichnung Ingenieur.
Zunächst arbeitete er von 1979 bis 1986 als Landwirtschaftstechniker für das Amt der Kärntner Landesregierung; seit 1986 ist Gruber Vollerwerbsbauer.
1991 wurde Gruber Ortsparteivorsitzender der ÖVP in Kappel am Krappfeld, dem 1995 die Ernennung als Mitglied des Gemeindevorstands folgte. 1996 wurde Gruber ÖVP-Chef im Bezirk Sankt Veit an der Glan.
Von April 1999 bis März 2004 gehörte Franz Gruber als Mitglied dem Bundesrat in Wien an.
Franz Gruber ist Vater von fünf Kindern; sein ältester Sohn Martin Gruber wurde 2009 im Alter von 25 Jahren zum Bürgermeister von Kappel am Krappfeld gewählt und somit zum damals jüngsten Bürgermeister Kärntens.